# Toni Tauler
Antonio Tauler Llull –conhecido como Toni Tauler– (Palma de Mallorca, 11 de abril de 1974) é um desportista espanhol que competiu no ciclismo nas modalidades de pista, especialista nas provas de perseguição e madison, e rota.
Participou em dois Jogos Olímpicos de Verão, nos anos 2000 e 2008, obtendo uma medalha de prata em Pequim 2008, na prova de madison (junto com Joan Llaneras).

## Medalheiro internacional
| Jogos Olímpicos | Jogos Olímpicos | Jogos Olímpicos  | Jogos Olímpicos |
| Ano             | Lugar           | Medalha          | Competição      |
| --------------- | --------------- | ---------------- | --------------- |
| 2008            | Pequim ( China) | Medalha de prata | Madison         |

## Palmarés

### Estrada
- 1999
  - 1 etapa da Volta a Múrcia

- 2001
  - 2.º no Campeonato da Espanha de Ciclismo Contrarrelógio

- 2002
  - 2.º no Campeonato da Espanha de Ciclismo Contrarrelógio

- 2003
  - 2.º no Campeonato da Espanha de Ciclismo Contrarrelógio

- 2006
  - Campeão da Espanha em contrarrelógio

### Pista
- 2008
  - Medalha de prata em Ciclismo em pista (em Madison, fazendo equipa com Joan Llaneras Roselló) nos Jogos Olímpicos de Verão de 2008

## Equipas
- - Ros Mary (1998)
  - Kelme-Costa Blanca (1999-2003)
  - Illes Balears (2004-2005)
  - 3 Molinos-Resort (2006)